# Gaheke
Gaheke är ett vattendrag i Burundi.   Det ligger i provinsen Gitega, i den centrala delen av landet, 80 kilometer sydost om huvudstaden Bujumbura.
Omgivningarna runt Gaheke är en mosaik av jordbruksmark och naturlig växtlighet. Runt Gaheke är det ganska tätbefolkat, med 192 invånare per kvadratkilometer.